# Clickhaze
Clickhaze war eine erfolgreiche Rockband auf den Färöern, die von 1998 bis 2003 existierte und für ihren avantgardistischen Trip-Hop bekannt war, den ein Kritiker als tyggigummi rokkur („Kaugummi-Rock“) bezeichnete. Aus der Gruppe gingen mit Eivør Pálsdóttir und Høgni Lisberg zwei der bekanntesten färöischen Musiker hervor.

## Geschichte
Die Gründer der, zunächst namenlosen, Gruppe waren Jón Tyril (Gitarre), Bogi á Lakjuni (Gitarre) und Jens L. Thomsen (Bass), die Petur Pólson als Rapsänger und Texter einluden. Sie übten im Gymnasium von Kambsdalur, einem jungen Ort auf der Insel Eysturoy. Während Jón und Petur aus Gøta stammen, kommt Bogi aus Fuglafjørður – Kambsdalur liegt auf dem halben Weg.
Zum nationalen Musikwettbewerb Prix Føroyar 1999 nannten sie sich Clickhaze. Der Name ist ein Wortspiel zwischen Färöisch und Englisch. Der färöische Slangausdruck klikkheys(ur) [ˈklɪʰkːhɛiːs] heißt wörtlich etwa „Klickschädel“, bedeutet Sonderling und ist eigentlich negativ besetzt. Die Bandmitglieder meinten jedoch, dass dieser Begriff auf sie zutrifft, münzten ihn positiv um und schrieben ihn auf Englisch, was für sie nicht nur cool aussah, sondern mit „Klick-Nebel“ (engl. haze = „Dunst, Nebel“) eine weitere Bedeutung im Internet- und Satellitenfernsehzeitalter hat, wo man sich durch alle erdenklichen Angebote in einem undurchsichtigen Raum klickt oder zappt.
Mit der Formierung als Clickhaze stießen die damals 16-jährige Eivør Pálsdóttir aus Gøta als Sängerin hinzu und Høgni Lisberg aus dem Nachbarort Leirvík als Schlagzeuger. Bisher war Petur Pólson der alleinige Frontmann als Sänger. Mit Eivør bekam die Gruppe einen Kontrast zu ihm. Sie ist hoch gewachsen und hat mit ihrer kristallklaren Sopranstimme eine helle Ausstrahlung. Er ist kleiner als sie und mit seiner rauen Bassstimme und seinen melancholischen Texten eher der finstere Typ.
Die Gruppe kam 1999 nach der Vorausscheidung in Miðvágur unerwartet ins Finale des Prix Føroyar, aber für sie reichte es damals nicht zum 1. Platz, obwohl sie als Favoriten gehandelt wurden. Dennoch waren sie ab da mit ihrem Groove sehr beliebt.
2000 gab die Gruppe ihr vorläufiges Abschiedskonzert in Tórshavn, aber das war nicht das Ende, denn es lagen neue Songs vor, die auf eine Vorführung drängten, insbesondere Indigo Brow. So traten sie noch einmal zum Ólavsøkakonzert in Tórshavn auf, aber aus Zeitnot konnten sie Indigo Brow nicht aufführen. Die nächste Möglichkeit bot sich zum Prix 2001, zu dem Jón Tyril die Gruppe kurzerhand anmeldete.
Diesmal war Mikael Blak (gleichzeitig bekannt als Bassist der Punkband 200 und der Jazzgruppe Yggdrasil) auf der Hammond-Orgel und dem Moog-Synthesizer mit von der Partie und wurde fortan festes Bandmitglied. Nach einer erfolgreichen Vorausscheidung in Vágur kam die Gruppe ins Finale und gewann im Haus des Nordens den Prix mit Indigo Brow, das wohl mit dafür verantwortlich ist, dass Eivør Pálsdóttir als die „färöische Björk“ bezeichnet wird.
Es folgte eine Einladung auf das Nibe Festival in Dänemark und die Produktion der Clickhaze-EP (mit dem schlichten Titel EP) 2002 beim färöischen Label Tutl. Auf der CD sind 6 Stücke, darunter die drei Stücke des Finales vom Prix Føroyar und drei Studioaufnahmen. Der Song Daylight war elf Wochen lang auf Platz eins der färöischen Charts. Das Stück erinnert vom Stil her an U2 und war ursprünglich als Punk konzipiert, bis Pólson und Lakjuni auf die Idee kamen, es halb so schnell zu spielen.
Neben vier Stücken auf Englisch findet sich auch ein Lied auf Färöisch: Skirvin flá ist Trip-Hop vorgetragen von Petur Pólson mit zwei kontrastierenden Kirchengesangspassagen von Eivør in Gøtudanskt, der färöischen Variation des Dänischen. Dabei handelt es sich um Zitate eines alten Kirchenlieds von Thomas Kingo. Der dritte Track Sorrig og glæde kommt komplett aus Kingos Gesangbuch, bei dem Eivør ihre Qualitäten als Kirchenchorsolistin demonstriert. Die Texte stammen ansonsten von Petur Pólson. Dass es sich bei Clickhaze um eine färöische Band handelt wird auch auf dem Cover und Booklet unterstrichen, wo sich historische Schwarzweißfotos von färöischen Dorfbewohnern finden.
Clickhaze war schwerpunktmäßig eine Live-Band und tourte 2002 durch Dänemark, Schweden, Island und Grönland, spielte auch auf dem Roskilde-Festival und wurde erneut auf das Nibe Festival eingeladen. Daheim wurde im selben Jahr unter Beteiligung von Clickhaze das erste G! Festival in Gøta organisiert, dessen Manager Jón Tyril ist. Damals war es das erste Open-Air-Festival der Färöer und heute ist es das größte Musikereignis des Landes mit internationalen Gästen.
Clickhaze, die von vielen als die beste färöische Rockgruppe aller Zeiten betrachtet wird, löste sich 2003 nach ihrem letzten Gastauftritt beim Prix Føroyar auf, und die Musiker gingen ihre jeweils eigenen Wege. Wie nachhaltig die Wirkung von Clickhaze auf die färöische Musikszene war, lässt sich noch heute an Presseberichten wie dem vom Dezember 2005 auf Portal.fo ablesen, wo zufrieden berichtet wurde, dass derzeit gleich zwei ehemalige Clickhaze-Musiker mit ihren neuen Soloalben unter den Top Ten zu finden sind: Høgni Lisberg mit Morning Dew und Petur Pólson mit Koma. Insbesondere die letztgenannte CD erinnert sehr an Clickhaze und wurde von Bogi á Lakjuni produziert.

## Diskografie
- 2002 – EP – Tutl HJF 91

1. Daylight 4.55 (Text: Petur Pólson, Musik: Clickhaze)
2. Skirvin Flá 4.33 (auf Färöisch. Text: Petur Pólson (teilw. Thomas Kingo), Musik: Clickhaze)
3. Sorrig og Glæde 5.03 (auf Gøtudanskt. Text: Thomas Kingo, Musik: trad.)
4. Frozen Lullaby 4.04 (Text: Jens L. Thomsen, Musik: Clickhaze – Livemitschnitt vom Prix Føroyar 2001)
5. Notes from the Underground 5.01 (Text: Petur Pólson, Musik: Clickhaze, Grundmelodie von Black Sabbath – Livemitschnitt vom Prix Føroyar 2001)
6. Indigo Brow 4.40 (Englisch und zum Schluss Färöisch. Text: Petur Pólson, Musik: Clickhaze – Livemitschnitt vom Prix Føroyar 2001)
7. (Hidden Track – Naar jeg betænker den Tid) (traditioneller Kirchengesang auf Gøtudanskt, aufgenommen 1959 von Útvarp Føroya in der Kirche zu Tjørnuvík)